# Lansjerzy

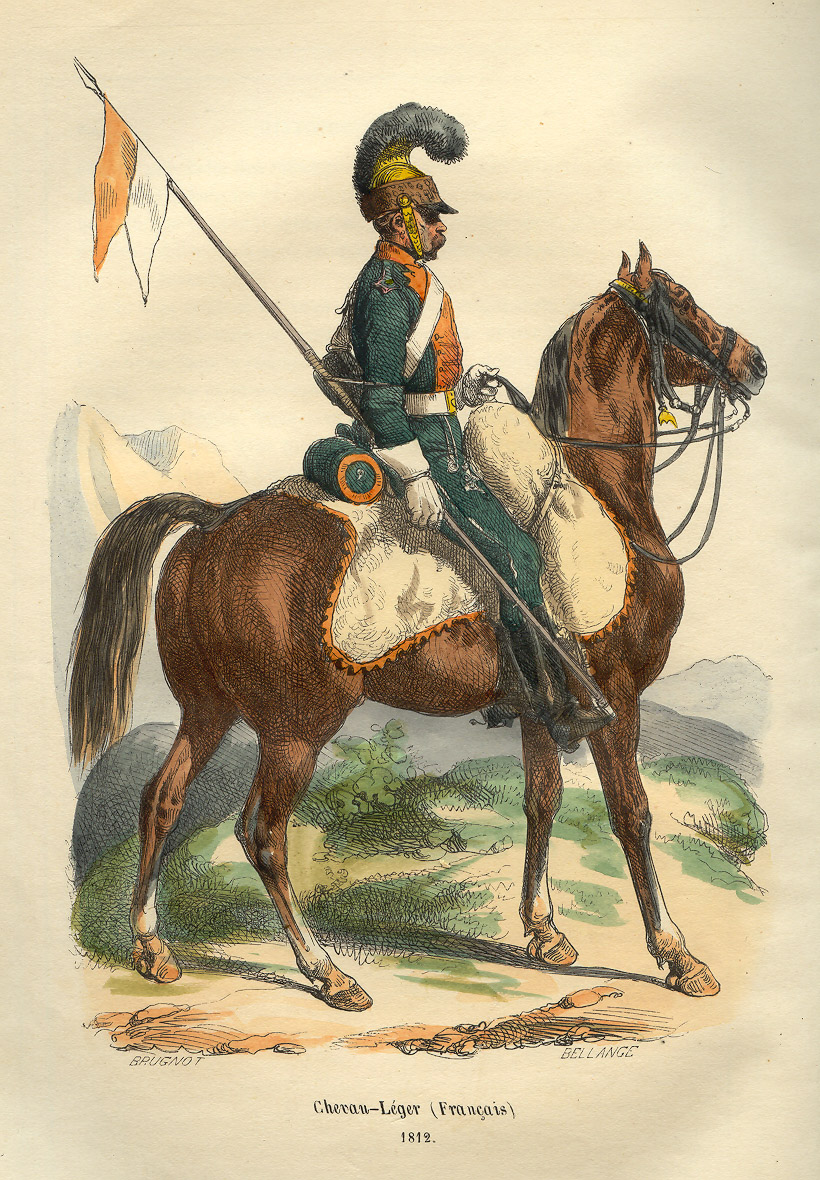
Francuski lansjer z początku XIX w.

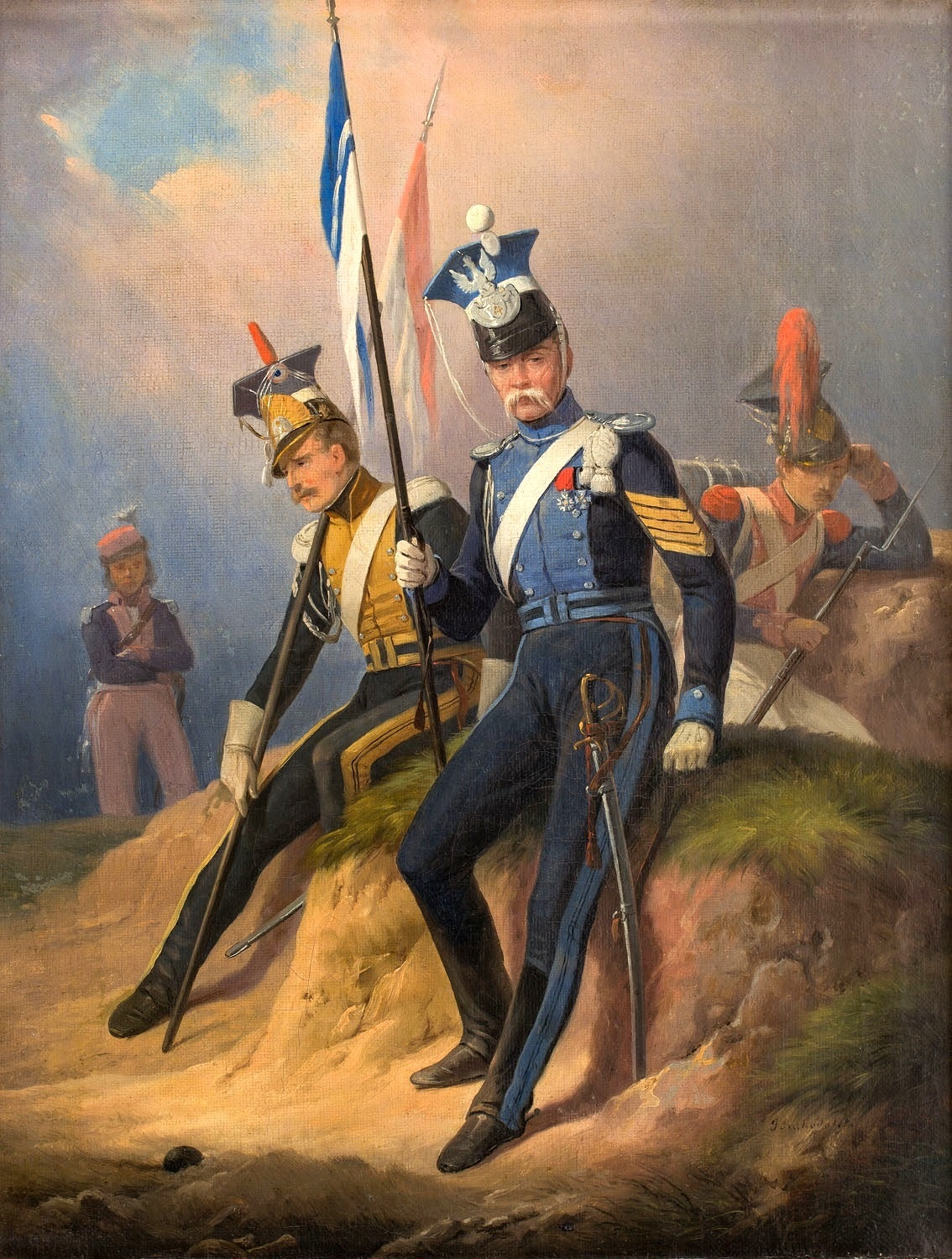
Lansjer nadwiślański i ułan Księstwa Warszawskiego

Lansjerzy – lekka jazda uzbrojona w lance. W armiach wielu państw (szczególnie w wojsku polskim) analogiczne formacje określano mianem ułanów.

## Historia
W XVII wieku jazda europejska z wyjątkiem polskiej i hiszpańskiej zarzuciła używanie lanc, jednak w XVIII wieku broń ta znów zdobyła popularność. W XIX wieku pułki uzbrojone w lance zwano zwykle ułanami – jedynie Francja i Wielka Brytania zachowały nazwę lansjerów. 
W armii napoleońskiej lance popularne stały się dzięki pułkowi jazdy legionowej, który od 1807 roku zwano pułkiem lansjerów Legii Polsko-Włoskiej utworzonym w Nysie oraz Korfantowie, od 1808 roku Legii Nadwiślańskiej, a od 18 lipca 1811 roku 7. pułkiem szwoleżerów-lansjerów Wielkiej Armii cesarza Napoleona (jednocześnie sformowano 8. pułk, również złożony z Polaków).